# Чёрное (озеро, Калевальский район)
Чёрное — пресноводное озеро на территории Луусалмского сельского поселения Калевальского района Республики Карелии.

## Общие сведения
Площадь озера — 1 км².
Форма озера лопастная, продолговатая: оно вытянуто с северо-запада на юго-восток. Берега изрезанные, каменисто-песчаные, местами заболоченные.
Из юго-восточной оконечности озера вытекает безымянный водоток, который, протекая через ряд безымянных ламбин, впадает с правого берега в реку Ухту, в свою очередь, впадающую в озеро Среднее Куйто.
В озере расположено не менее шести безымянных островов различной площади.
Озеро Чёрное отделено от бессточного озера Белого узким перешейком по которому проходит автодорога местного значения.
Код объекта в государственном водном реестре — 02020000811102000004722.